# Emily Infeld
Emily Infeld (* 21. März 1990 in University Heights (Ohio)) ist eine US-amerikanische Mittel- und Langstreckenläuferin, die Dritte bei den Weltmeisterschaften in Peking über 10.000 Meter wurde.

## Karriere
In der Highschool gewann sie viermal die Staatsmeisterschaften von Ohio über 800 Meter. Sie nahm anschließend ein Leistungssportstipendium der Georgetown University bei Trainer Chris Miltenberg an, für die sie 2011 Zweite bei den Hochschulmeisterschaften der NCAA über 5000 Meter wurde. 2012 wurde sie Hallenmeisterin über 3000 Meter der NCAA, zudem wurde sie bei den Crossmeisterschaften und über 1500 Meter im Freien jeweils Zweite. Nach ihren Bachelorexamen 2012 begann Infeld beim Bowerman Track Club unter Trainer Jerry Schumacher in Portland (Oregon) in einer starken Trainingsgruppe zu trainieren. 2013 und 2014 holte sie sich zweimal Ermüdungsbrüche im Kreuzbein.
Bei den US-Trials 2015, die im Hayward Field in Eugene ausgetragen wurden, lief sie im 10.000-Meter-Lauf mit 31:42,29 min als Dritte ins Ziel, was auch die Qualifikation für die Weltmeisterschaften 2015 in Peking bedeutete. Am 24. August 2015 gewann sie dort mit 31:43,49 min die Bronzemedaille im 10.000-Meter-Lauf. Bei den Olympischen Spielen 2016 in Rio de Janeiro wurde sie 11. über 10.000 Meter.

## Persönliche Bestleistungen

### Freiluft
- 1500 m: 4:07,77 min, 17. Juli 2012, Lignano Sabbiadoro
- 3000 m: 8:41,43 min, 8. September 2013, Rieti
- 5000 m: 14:56,33 min, 22. Juli 2017, Heusden-Zolder
- 10.000 m: 31:08,57 min, 20. Februar 2021, San Juan Capistrano

### Halle
- 1500 m: 4:12,79 min, 16. Februar 2013, New York
- 3000 m: 9:00,13 min, 10. Februar 2012, Boston
- 5000 m: 14:51,91 min, 27. Februar 2020, Boston